# Atilio Badalini

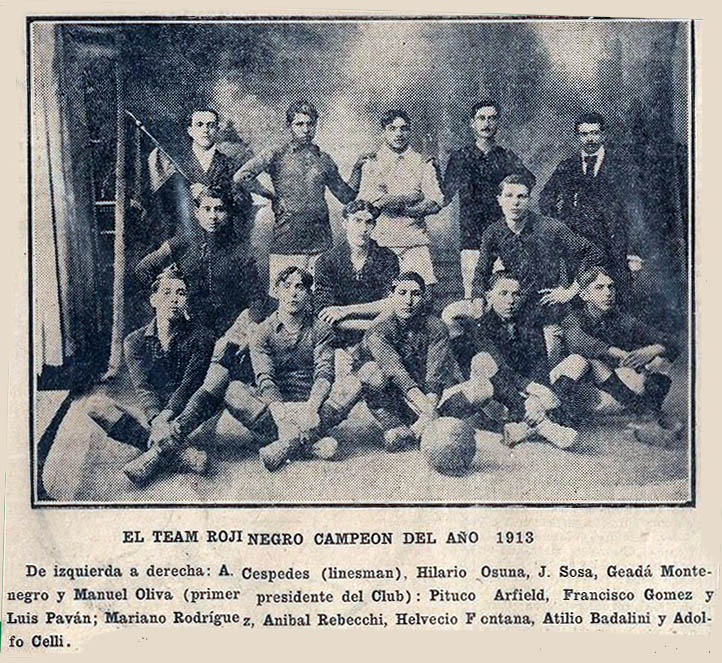
Formación Colón año 1913.

Atilio Badalini (Santa Fe, 12 de mayo de 1895-3 de septiembre de 1953) fue un futbolista argentino, que participó de la fundación del Club Atlético Colón.

## Carrera
Jugó para el equipo «sangre y luto» desde 1905 hasta 1915. Desde muy pequeño estuvo ligado al club Colón pues formó parte del grupo de niños de entre seis y catorce años que fundó el Colón Foot-ball Club como se llamó hasta 1920. Estos chicos se juntaban en un arenal al que denominaban «el campito» que estaba situado en el «Barrio de Las Latas». En este lugar se hallaba una vieja embarcación varada en la costa que los chicos usaban como improvisada sede del club, en cuyo casco escribieron «Colón Foot-ball Club». Del casco de esta embarcación tomaron los colores rojo y negro (una reglamentación internacional regula la coloración de las embarcaciones para distinguir la obra viva de color rojo de la obra muerta de color negro). 
Colón fue campeón de la Liga Santafesina de Fútbol en los años 1913 y 1914. 
Baladini fue transferido en 1916 a Gimnasia y Esgrima de Rosario. Un año más tarde pasó a Newell's Old Boys, junto a los hermanos Ernesto y Adolfo Celli. 
Con el conjunto rojinegro ganó varias Ligas Rosarinas de Primera División y fue campeón argentino en 1921 luego de ganarle 3:0 al Club Atlético Huracán la final de la Copa Dr. Carlos Ibarguren de ese año. Badalini fue autor de dos de los tres tantos rojinegros aquella tarde.
- Curiosidad: En abril del año 1913 disputó un amistoso contra Unión y  Atilio Badalini anotó 5 de los 6 goles que derrotaron al clásico rival.[3]

## Selección nacional
Jugó para la selección de fútbol de Argentina en la edición de la Copa América 1920, donde el conjunto albiceleste fue subcampeón.

## Clubes
| Club                          | País      | Año       |
| ----------------------------- | --------- | --------- |
| Colón                         | Argentina | 1905-1916 |
| Gimnasia y Esgrima de Rosario | Argentina | 1916      |
| Newell's Old Boys             | Argentina | 1917-1926 |

## Palmarés

### Con Colón

#### Torneos regionales oficiales
- Liga Santafesina de Football (2): 1913 y 1914

### Con Newell´s Old Boys

#### Torneos nacionales oficiales
- Copa Dr. Carlos Ibarguren (1): 1921

#### Torneos regionales oficiales
- Primera división de Rosario (3): 1918, 1921 y 1922
- Copa Estímulo (1): 1925